# Дерезе
Дерезе су оквир са шиљцима које се каче на ципеле, да би се избегло клизање по леду. Постоје дерезе са гуртнама, полуаутоматске дерезе и аутоматске дерезе. Планинарске дерезе су предвиђене за ходање, а алпинистичке за пењање уз окомите стене. Број зуба варира од 4 до 14 (или чак 15). Планинари најчешће користе дерезе са 12 зуба. Код њих задњи део има 4 зуба, а предњи 8 (од којих су 2 окренута према напред). Дерезе се најчешће праве од челика, али за мање захтевне терене могуће је користити и оне од алумунијумових легура (пре свега јер су лакше). Некада није могуће скидати и стављати дерезе, па су планинари приморани да се некада у њима крећу и преко камења. Тако се дерезе могу иступити. Дерезе се морају оштрити веома опрезно, да не би изгубиле своја својства (чврстоћу и савитљивост).